# Grande Prairie
Grande Prairie – miasto w zachodniej Kanadzie, w prowincji Alberta. Jest siódmym pod względem wielkości miastem w prowincji.
Liczba mieszkańców Grande Prairie wynosi 55 032. Język angielski jest językiem ojczystym dla 89,1%, francuski dla 2,7% mieszkańców (2006).